# Secure Electronic Transaction
SET (Secure Electronic Transaction) – protokół bezpiecznych transakcji elektronicznych. Jest standardem umożliwiającym bezpieczne przeprowadzenie transakcji z wykluczeniem bezpośredniego kontaktu przez Internet, z użyciem kart kredytowych. Projekt ten został ogłoszony 1 lutego 1996 roku.
Popierany przez dwie największe organizacje związane z kartami płatniczymi – Visa i MasterCard oraz wspierany przez firmę IBM.
Protokół ten posiada cechy następujących technologii: SSL, STT, SEPP, SHTTP.
Do przeprowadzenia transakcji wymagane są:
- po stronie klienta – przeglądarka internetowa, system operacyjny posiadający mechanizmy służące do obsługi certyfikatów (np. repozytorium),
- po stronie sprzedawcy – serwer obsługujący protokół SET.